# Nino Manfredi

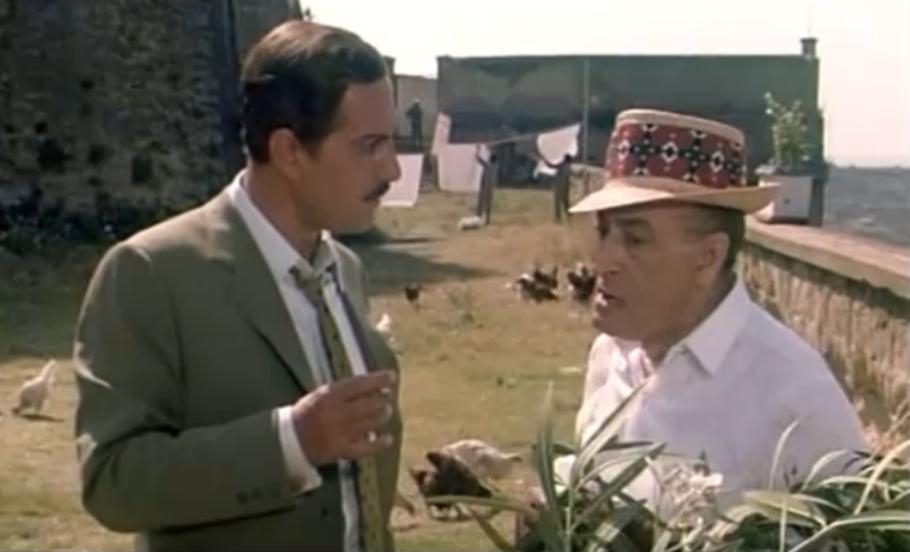
Nino Manfredi och Totò i Operazione San Gennaro (1966).

Saturnino "Nino" Manfredi, född 22 mars 1921 i Castro dei Volsci i Frosinone, död 4 juni 2004 i Rom, var en italiensk skådespelare, manusförfattare och filmregissör.
Under sin karriär medverkade han i över 80 produktioner och verkade även som regissör och manusförfattare vid några tillfällen. Han uppmärksammades bland annat för sina roller i Bröd och choklad (1974) och Vi som älskade varann så mycket (1974). Tillsammans med Ugo Tognazzi, Vittorio Gassman och Alberto Sordi var han ett av de dominerande namnen inom italiensk filmkomedi.

## Filmografi i urval
- 1955 – Kärlek, bröd och tusen kyssar (roll)
- 1956 – Totò, Peppino e la... malafemmina (roll)
- 1959 – Flickan och tjuvligan (roll)
- 1962 – Har du lust får du lov! (manus, regi och roll; episoden "L'avventura di un soldato")
- 1963 – El verdugo (roll)
- 1965 – Io la conoscevo bene (roll)
- 1965 – I complessi (roll)
- 1966 – Den vilda jakten på juvelerna (manus och roll)
- 1969 – Nell'anno del Signore (roll)
- 1970 – Per grazia ricevuta (manus, regi och roll)
- 1974 – Vi som älskade varann så mycket (roll)
- 1974 – Bröd och choklad (manus och roll; Pane e cioccolata)
- 1976 – Fula, skitiga och elaka (roll)
- 1976 – Signore e signori, buonanotte (roll)
- 1980 – Café Express (manus och roll)
- 1981 – Nudo di donna (manus, regi och roll)
- 1986 – Grandi magazzini (roll)
- 1987 – Helsinki Napoli All Night Long (roll)
- 1995 – Den flygande holländaren (roll)